# Decabromdiphenylethan
Decabromdiphenylethan (DBDPE oder BDPE-209) ist eine chemische Verbindung, die als Flammschutzmittel verwendet wird.

## Verwendung
Decabromdiphenylethan wird in Polymeren wie Polystyrenen, Polyolefinen oder Elastomeren als Ersatzstoff des in der RoHS-Richtlinie bzw. der Chemikalien-Risikoreduktions-Verordnung stark eingeschränkten Decabromdiphenylethers verwendet.
Die zwischen 2006 und 2016 in China hergestellte Menge betrug 230 000 Tonnen, wovon 39 000 in Elektrogeräten aus China exportiert wurden. Im Elektroschrott wurde in einer 2011 durchgeführten Studie eine durchschnittliche Konzentrationen von 340±200 ppm gefunden, was das verbreitete Vorkommen von DBDPE in elektronischen Geräten bestätigte.

## Umweltrelevanz und Risikobewertung
Decabromdiphenylethan wurde in Biota, Luft, Sedimenten, Klärschlamm und Hausstaub gefunden.
Decabromdiphenylethan wurde 2012 von der EU gemäß der Verordnung (EG) Nr. 1907/2006 (REACH) im Rahmen der Stoffbewertung in den fortlaufenden Aktionsplan der Gemeinschaft (CoRAP) aufgenommen. Hierbei werden die Auswirkungen des Stoffs auf die menschliche Gesundheit bzw. die Umwelt neu bewertet und ggf. Folgemaßnahmen eingeleitet. Ursächlich für die Aufnahme von Decabromdiphenylethan waren die Besorgnisse bezüglich hoher (aggregierter) Tonnage und weit verbreiteter Verwendung sowie der Gefahren ausgehend von einer möglichen Zuordnung zur Gruppe der PBT/vPvB-Stoffe. Die Neubewertung fand ab 2012 statt und wurde von Schweden durchgeführt. 2024 kam Schweden zum Schluss, dass DBDPE die Kriterien eines vPvB-Stoffs erfüllt.